# 태안읍
태안읍(泰安邑)은 대한민국 충청남도 태안군의 읍이다.

## 개요
백제 때부터의 고읍으로, 1973년 7월에 읍으로 승격되었다. 읍의 중앙부에는 백화산이 있고, 동쪽은 서산시 부석면, 팔봉면, 서쪽은 원북면, 근흥면, 남쪽은 남면에 접하고 있다. 구릉지대와 낮은 산지가 뻗어 있어 평야는 적으나, 토양이 비옥하여 농업에 적당하다. 군청 소재지이자 농산물, 축산물, 수산물 등의 집산지이고, 특히 마늘, 양파, 생강 등의 생산으로 유명하다. 북쪽 가로림만과 남쪽 적돌강으로 좁아든 지협부 근처에 위치한 교통의 요충지이며, 고려 말과 조선 초기에 조운을 위하여 가적 운하의 굴착 공사를 했던 일이 있다. 서산 남문리 오층석탑, 태안 마애삼존불, 백화산성, 태안향교, 동문리 석탑, 태안읍성지, 정산리 등의 유적과 보물이 있다.

## 행정 구역
- 남문리
- 남산리
- 동문리
- 도내리
- 삭선리
- 반곡리
- 산후리
- 상옥리
- 송암리
- 어은리
- 인평리
- 평천리
- 장산리

## 교육
- 태안초등학교 (남문리)
- 백화초등학교 (동문리)
- 화동초등학교 (평천리)
- 송암초등학교 (송암리)
- 어은초등학교 (폐교) : 태안읍 진벌로 434-41 (어은리)
- 태안여자중학교 (동문리)
- 태안중학교 (동문리)
- 태안여자고등학교 (남문리)
- 태안고등학교 (평천리)

## 아파트
| 단지명                 | 건설사                  | 시행사                      | 주소                  | 입주       | 비고 |
| ---------------------- | ----------------------- | --------------------------- | --------------------- | ---------- | ---- |
| 태안동문 주공 청솔마을 | 아시아나항공㈜ 건설부문 | 대한주택공사                | 동문7길 20 (동문리)   | 2000년 2월 |      |
| 태안 코아루            | 흥한건설㈜              | 한국토지신탁                | 후곡로 16 (남문리)    | 2014년 9월 |      |
| 태안 이테크 코아루     | ㈜이테크이앤씨          | 한국토지신탁                | 동평로 45 (동문리)    | 2018년 2월 |      |
| 태안 3차 코아루        | 일군토건㈜              | 한국토지신탁                | 서해로 1643 (남문리)  | 2020년 5월 |      |
| 태안 남문 미소지움     | 신성건설                | 코람코자산신탁㈜ ㈜성엽개발 | 환동로 43-12 (남문리) | 2019년 5월 |      |
| 태안 진흥더블파크      | 진흥기업                | 진흥기업                    | 군청10길 14 (남문리)  | 2006년 2월 |      |